# Hermandad de Armados de Jesús Nazareno (Ocaña)
La Hermandad de Armados de Jesús Nazareno es una cofradía o hermandad religiosa, fundada en la ciudad de Ocaña, Toledo, España en 1733.
La hermandad es heredera de la denominada Armados de Nuestro Padre Jesús Nazareno de la Parroquia de Santa María de la Asunción en el siglo XVIII, siendo una de las Hermandades que entonces dependían del Tronco y Archicofradía de Nuestro Padre Jesús Nazareno.

## Fundación Histórica

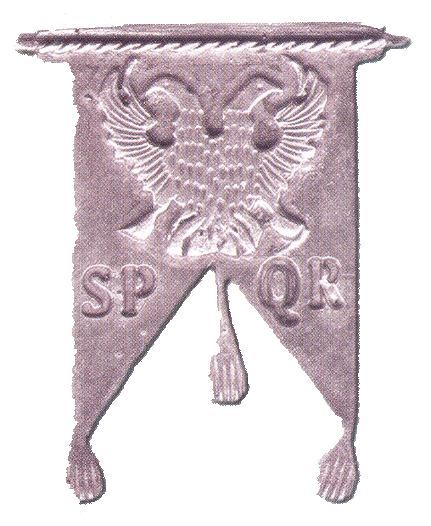
Emblema Está representado por un estandarte donde figuran bordadas las siglas S.P.Q.R. sobre fondo rojo y rematado por un águila imperial.

Año 1733. El cardenal arzobispo de Toledo Diego de Astorga y Céspedes confirmó su constitución el 17 de marzo.

## Rehabilitación
Tras la contienda civil, es restablecida junto a la hoy inexistente Hermandad de Pajes de Nuestro Padre Jesús Nazareno bajo el amparo de la Archicofradía de Nuestro Padre Jesús Nazareno. En 1954, vuelve a desaparecer debido a la falta de hermanos, pero un año más tarde y gracias a la Archicofradía de Nuestro Padre Jesús Nazareno vuelve a renacer.

## Historia
En 1725, la Archicofradía de Nuestro Padre Jesús Nazareno inicia un juicio contra la Hermandad de Pajes de San Juan Evangelista para que ésta sacase su imagen y su correspondiente retablo de la capilla de Nuestro Padre Jesús Nazareno debido a que la primera había contratado a los decoradores reales para revestir la capilla con telas de damasco carmesí que la viuda de Carlos II, Mariana de Neoburgo, había donado. Los decoradores reales veían serias dificultades con respecto al retablo de San Juan Evangelista y a las armaduras que escoltaban a Nuestro Padre Jesús Nazareno, los cuales disminuían el espacio del habitáculo. El 27 de enero del mismo año, en Junta se acuerda el traslado de las "hechuras de madera de armados" que se encontraban dentro de la capilla y así conseguir el espacio y limpieza deseados. Para que los donantes de las armaduras comprendieran el traslado de éstas, se les expuso que únicamente solo tenían el ánimo de ornamentación de la capilla, mediante los hermanos de la Archicofradía de Nuestro Padre Jesús Nazareno, Francisco Jiménez y el Licenciado Francisco de Pinilla, los que el 4 de febrero, en Junta, confirman el consentimiento de los donantes, pues consideraban que la propietaria de las armaduras era la Archicofradía y ella adoptaba las medidas necesarias. Es entonces cuando se trasladan las armaduras a la capilla de Santa Catalina Mártir, colindante a la de Nuestro Padre Jesús Nazareno y previa autorización de su patrón Gabriel de Monterroso.
Antes de 1725, la Archicofradía de Nuestro Padre Jesús Nazareno poseía cuatro armaduras, situadas en la capilla de Nuestro Padre Jesús Nazareno en cuatro armarios de madera, escoltando a la Soberana Imagen. El crecimiento de donaciones incurre en la idea de sacarlas en procesión el Viernes Santo para custodiar a Nuestro Padre Jesús Nazareno. Es en 1842 cuando el Rey Regente autoriza a esta hermandad y corrobora la fecha de su Fiesta Mayor celebrándose el domingo siguiente al Domingo de Resurrección. En 1855, se llegaron hasta los ocho hermanos.
Pasada la Guerra Civil y gracias a los trámites realizados por varios hermanos de la Archicofradía de Nuestro Padre Jesús Nazareno se recuperó tan significativo patrimonio de la Semana Santa de Ocaña.

## Sede Canónica
Iglesia Parroquial de Santa María de la Asunción

## Hábito
Media armadura de hierro acerado, labrada tanto en peto como en espalda. Golilla del mismo material donde se engarzan los brazos. Sobre la cabeza, un casco o "almete" adornado con escarapela y plumero de colores. Faldilla o "tonelete" de color amarillo y pantalones negros (hasta debajo de la rodilla), zapatos negros con un bordado a mano del emblema en la parte superior, medias negras para los soldados ,excepto para el Capitán y Teniente de turno que son blancas. 
Por ser indumentaria de soldado, llevan espada al lado izquierdo y en la mano una lanza o "partesana". El Paje de Rodela o Teniente porta morrión, rodela y la espada desenvainada.

## Sitios de interés
- Iglesia Parroquial de Santa María de la Asunción. Los Armados tienen un papel importante en los Oficios de Jueves Santo haciendo cambios de guardia en el Altar Mayor: el Teniente golpea con su espada desenvainada la rodela dos veces ordenando reverencia ante el Altar Mayor, luego indica la incorporación con un solo golpe y proceden al cambio de guardia.
- Plaza de Cristo Rey. Antes de finalizar la procesión de Viernes Santo, momento precedente a la entrada de Nuestro Padre Jesús Nazareno en el templo parroquial, el Capitán saliente traspasa el Estandarte de la hermandad al Capitán entrante.

## Actividades
La Fiesta Mayor de esta hermandad se celebra una semana después de la celebración de la Vigilia Pascual.